# Absolute Strafandrohung
Eine absolute Strafandrohung liegt dann vor, wenn ein Delikt nicht mit einer einem Strafrahmen zu entnehmenden Sanktion bedroht ist, sondern eine bestimmte Rechtsfolge „absolut“ als einzige angedroht ist. Im deutschen Strafrecht ist das gegenwärtig neben der in § 211 Abs. 1 Strafgesetzbuch (StGB) für Mord angedrohten lebenslangen Freiheitsstrafe der Fall bei besonders schwerem Fall des Totschlags, § 212 Abs. 2 StGB, sowie nach dem Völkerstrafgesetzbuch (VStGB) bei Völkermord, Tötungen durch Verbrechen gegen die Menschlichkeit bzw. Kriegsverbrechen sowie Verbrechen der Aggression, § 6 Abs. 1, § 7 Abs. 1 Nr. 1, 2, § 8 Abs. 1 Nr. 1, § 13 Abs. 1 VStGB.